# Clásico Provincial Costa Rica
Se conoce como Clásico Provincial al partido de fútbol disputado por los clubes Liga Deportiva Alajuelense y Club Sport Herediano de la Primera División de Costa Rica. Es el clásico más antiguo del país donde la rivalidad inició desde 1921, ya que ambos clubes fueron fundadores del fútbol costarricense.

## Historia
El primer partido entre manudos y florenses se presentó en los albores del fútbol organizado de Costa Rica. Formó parte, casualmente, del programa oficial del primer campeonato nacional de 1921; Herediano se impuso 3 a 1. El encuentro en mención se disputó al mediodía del domingo 10 de julio de ese año, en la Plaza Iglesias de Alajuela, y se definió con las anotaciones de Guillermo Zapa Pérez y Joaquín Manuel Gutiérrez (dos goles).

## Estadísticas
Actualizado al último clásico el 10 de agosto de 2025. 

### Historial
| Competición          | P.J. | P.G. LDA | P.E. | P.G CSH | G.LDA | G.CSH |
| -------------------- | ---- | -------- | ---- | ------- | ----- | ----- |
| Primera División     | 383  | 152      | 106  | 125     | 562   | 499   |
| Copa                 | 27   | 11       | 4    | 12      | 45    | 40    |
| Supercopa            | 2    | 1        | 0    | 1       | 2     | 4     |
| Recopa               | 1    | 1        | 0    | 0       | 1     | 0     |
| Copa Centroamericana | 2    | 0        | 2    | 0       | 4     | 4     |
| Total Oficial        | 415  | 165      | 112  | 138     | 614   | 547   |
| Amistosos            | ?    | ?        | ?    | ?       | ?     | ?     |
| Total                | ?    | ?        | ?    | ?       | ?     | ?     |

### Copa
| Fecha                    | País                  | Sede              | Competición                    | Edición | Etapa            | Ganador     | Resultado |
| ------------------------ | --------------------- | ----------------- | ------------------------------ | ------- | ---------------- | ----------- | --------- |
| 30 de diciembre de 1928  | Bandera de Costa Rica | Nacional          | Copa Argentor                  | 1928    | Semifinal        | Alajuelense | 4-3       |
| 12 de diciembre de 1937  | Bandera de Costa Rica | Nacional          | Copa Guatemala                 | 1937    | Final            | Alajuelense | 5-1       |
| 29 de junio de 1947      | Bandera de Costa Rica | Nacional          | Copa Gran Bretaña              | 1947    | Final            | Herediano   | 2-1       |
| 15 de agosto de 1948     | Bandera de Costa Rica | Nacional          | Copa Gran Bretaña              | 1948    | Fase de grupos   | Alajuelense | 2-0       |
| 19 de junio de 1949      | Bandera de Costa Rica | Nacional          | Copa Gran Bretaña              | 1949    | Fase de grupos   | Alajuelense | 5-1       |
| 9 de julio de 1953       | Bandera de Costa Rica | Nacional          | Copa Cuadrangular              | 1953    | Cuadrangular     | Alajuelense | 3-1       |
| 26 de junio de 1955      | Bandera de Costa Rica | Nacional          | Copa Reina del Canadá          | 1955    | Pentagonal       | Herediano   | 1-0       |
| 25 de marzo de 1956      | Bandera de Costa Rica | Rosabal Cordero   | Copa Hexagonal Interprovincial | 1956    | Hexagonal        |             | 0-0       |
| 16 de diciembre de 1956  | Bandera de Costa Rica | Morera Soto       | Copa Cuadrangular              | 1956    | Cuadrangular     | Herediano   | 1-0       |
| 18 de octubre de 1959    | Bandera de Costa Rica | Rosabal Cordero   | Copa Costa Rica                | 1959    | Cuartos de final | Herediano   | 3-1       |
| 12 de octubre de 1960    | Bandera de Costa Rica | Rosabal Cordero   | Copa Presidente                | 1960    | I fase           | Alajuelense | 1-0       |
| 4 de diciembre de 1960   | Bandera de Costa Rica | Rosabal Cordero   | Copa Presidente                | 1960    | II fase          | Herediano   | 2-0       |
| 26 de noviembre de 1961  | Bandera de Costa Rica | Rosabal Cordero   | Copa Asofútbol                 | 1961    | Cuartos de final | Herediano   | 5-3       |
| 29 de noviembre de 1961  | Bandera de Costa Rica | Nacional          | Copa Asofútbol                 | 1961    | Cuartos de final |             | 1-1       |
| 4 de febrero de 1963     | Bandera de Costa Rica | Nacional          | Copa Gastón Michaud            | 1963    | Pentagonal       | Alajuelense | 2-0       |
| 1965-1973 Sin datos      | Bandera de Costa Rica | ?                 | ?                              | ?       | ?                | ?           | ?         |
| 30 de enero de 1974      | Bandera de Costa Rica | ?                 | Copa Metropolitana             | 1974    | Cuadrangular     | Alajuelense | 2-1       |
| 20 de febrero de 1974    | Bandera de Costa Rica | Rosabal Cordero   | Copa Metropolitana             | 1974    | Cuadrangular     | Alajuelense | 4-2       |
| 19 de febrero de 1975    | Bandera de Costa Rica | Rosabal Cordero   | Copa Juan Santamaría           | 1975    | ?                | Alajuelense | 2-1       |
| 13 de febrero de 1977    | Bandera de Costa Rica | ?                 | Copa Juan Santamaría           | 1977    | Pentagonal       |             | 0-0       |
| 12 de marzo de 1977      | Bandera de Costa Rica | ?                 | Copa Juan Santamaría           | 1977    | Pentagonal       | Alajuelense | 3-1       |
| 2 de septiembre de 2015  | Bandera de Costa Rica | Morera Soto       | Copa Banco Popular             | 2015    | Semifinal        | Herediano   | 2-1       |
| 30 de septiembre de 2015 | Bandera de Costa Rica | Rosabal Cordero   | Copa Banco Popular             | 2015    | Semifinal        | Herediano   | 3-2       |
| 8 de diciembre de 2022   | Bandera de Costa Rica | "Colleya" Fonseca | Copa Suerox                    | 2022    | Semifinal        |             | 1-1       |
| 11 de diciembre de 2022  | Bandera de Costa Rica | Morera Soto       | Copa Suerox                    | 2022    | Semifinal        | Herediano   | 1-0       |

### Supercopa
| Fecha               | País                  | Sede             | Competición               | Edición | Etapa        | Ganador     | Resultado |
| ------------------- | --------------------- | ---------------- | ------------------------- | ------- | ------------ | ----------- | --------- |
| 8 de julio de 1979  | Bandera de Costa Rica | Ricardo Saprissa | Copa Campeón de Campeones | 1979    | Cuadrangular | Herediano   | 4-0       |
| 22 de julio de 2012 | Bandera de Costa Rica | Nacional         | Supercopa                 | 2012    | Final        | Alajuelense | 2-0       |

### Recopa
| Fecha               | País                  | Sede         | Competición | Edición | Etapa | Ganador     | Resultado |
| ------------------- | --------------------- | ------------ | ----------- | ------- | ----- | ----------- | --------- |
| 20 de julio de 2025 | Bandera de Costa Rica | "Fello" Meza | Recopa      | 2025    | Final | Alajuelense | 1-0       |

### Copa Centroamericana de Concacaf
| Fecha                  | País                  | Sede             | Competición        | Edición | Etapa     | Ganador     | Resultado |
| ---------------------- | --------------------- | ---------------- | ------------------ | ------- | --------- | ----------- | --------- |
| 25 de octubre de 2023  | Bandera de Costa Rica | Ricardo Saprissa | Copa Centroamérica | 2023    | Semifinal |             | 2-2       |
| 1 de noviembre de 2023 | Bandera de Costa Rica | Morera Soto      | Copa Centroamérica | 2023    | Semifinal | Alajuelense | 2-2 (5-4) |

### Datos generales
|                                                       | Alajuelense                                                | Herediano                                                         |
| ----------------------------------------------------- | ---------------------------------------------------------- | ----------------------------------------------------------------- |
| Nombre completo                                       | Liga Deportiva Alajuelense                                 | Club Sport Herediano                                              |
| Fundación                                             | 18 de junio de 1919 (106 años)                             | 12 de junio de 1921 (104 años)                                    |
| Estadio                                               | Alejandro Morera Soto (17.895)                             | Eladio Rosabal Cordero (8.700)                                    |
| Temporadas en Primera División                        | 102 desde 1921, 119 torneos                                | 102 desde 1921, 119 torneos                                       |
| Mejor puesto en Ranking Mundial de Clubes de la IFFHS | 27, 2 de diciembre de 2000                                 | 91, 11 de mayo de 2015                                            |
| Director Técnico con más juegos dirigidos             | Óscar Ramírez, 32                                          | Odir Jacques, 31                                                  |
| Triunfos consecutivos                                 | 6 juegos en 1967-1968, 1999-2002                           | 5 juegos en 2016                                                  |
| Clásicos consecutivos sin perder                      | 15J 2019 - 2022 (8G, 7E) 10 juegos entre 1966 - 1968       | 13J 1930 - 1937 (8G, 5E) 11 juegos entre 2016 - 2017, 1977 - 1980 |
| Goleadores en Primera División                        | 20                                                         | 13                                                                |
| Campeonatos de goleo en Primera División              | 32                                                         | 17                                                                |
| Mas puntos en torneos cortos                          | Invierno 2014, 53 en fase regular                          | Apertura 2017, 54 en fase regular                                 |
| Mas goles anotados en torneos cortos                  | 56 en Clausura 2018 (49 en clasificación de Clausura 2021) | 57 en Invierno 2013 (49 en clasificación de Invierno 2013)        |
| Mas puntos en una temporada                           | 105 en 1997-98                                             | 114 en 2017-18                                                    |
| Mas goles anotados en una temporada                   | 105 en 1999-00, 1994-95                                    | 113 en 2016-17                                                    |

### Finales disputadas
La historia registra 11 finales del campeonato nacional de primera división entre sí, cinco ganadas por Alajuelense: temporada 1980 (con marcadores de 1-0 y 1-0), Invierno 2010 (con resultados de 1-1, 0-0 se definió en penales 4-3), Invierno 2011 (con marcadores de 1-1 y 1-1 se definió en penales 6-5), Invierno 2012 (2-1 y 1-1), Invierno 2013 (con marcadores de 0-0 y 0-0 se definió en penales 5-3); y seis ganadas por el Herediano en la temporada 1985 (con marcadores de 1-0 y 1-0), Verano 2015 (con resultados de 1-1 y 2-2 se definió en penales 3-2), Verano 2016 (con resultados de 1-0 y 2-0), Apertura 2019 (con resultados de 1-0 y 1-2 se definió en penales 5-4), Apertura 2024 (marcadores 2-0 y 1-2), Clausura 2025 (0-0 y 1-0) con cinco triunfos manudos, siete victorias rojiamarillas, diez empates, 15 goles alajuelenses y 19 goles florenses.
Se efectuaron dos finales por torneos de copa, la primera fue en la Copa Guatemala 1937 la ganó Liga Deportiva Alajuelense con marcador 5-1, la otra final fue ganada por el Club Sport Herediano en la Copa Gran Bretaña 1947 con marcador de 2-1.
Además disputaron la final en la Supercopa 2012 con resultado de 2-0 a favor de Liga Deportiva Alajuelense.
También se enfrentaron en la final de la Recopa 2025 con triunfo 1-0 de Liga Deportiva Alajuelense.

### Finales
| Edición           | Campeón          | Resultado        | Subcampeón       | Sede Final                     |
| Primera División  | Primera División | Primera División | Primera División | Primera División               |
| ----------------- | ---------------- | ---------------- | ---------------- | ------------------------------ |
| 1980              | Alajuelense      | 1-0, 1-0         | Herediano        | Estadio Nacional               |
| 1985              | Herediano        | 1-0, 1-0         | Alajuelense      | Estadio Alejandro Morera Soto  |
| Invierno 2010     | Alajuelense      | 0-0, 1-1 (4-3.p) | Herediano        | Estadio Alejandro Morera Soto  |
| Invierno 2011     | Alajuelense      | 1-1, 1-1 (6-5.p) | Herediano        | Estadio Eladio Rosabal Cordero |
| Invierno 2012     | Alajuelense      | 2-1, 1-1         | Herediano        | Estadio Alejandro Morera Soto  |
| Invierno 2013     | Alajuelense      | 0-0, 0-0 (5-3.p) | Herediano        | Estadio Eladio Rosabal Cordero |
| Verano 2015       | Herediano        | 1-1, 2-2 (3-2.p) | Alajuelense      | Estadio Eladio Rosabal Cordero |
| Verano 2016       | Herediano        | 1-0, 2-0         | Alajuelense      | Estadio Eladio Rosabal Cordero |
| Apertura 2019     | Herediano        | 1-0, 1-2 (5-4.p) | Alajuelense      | Estadio Alejandro Morera Soto  |
| Apertura 2024     | Herediano        | 2-0, 1-2         | Alajuelense      | Estadio Alejandro Morera Soto  |
| Clausura 2025     | Herediano        | 0-0, 1-0         | Alajuelense      | Estadio Carlos Alvarado        |
| Copa              |                  |                  |                  |                                |
| Guatemala 1937    | Alajuelense      | 5-1              | Herediano        | Estadio Nacional               |
| Gran Bretaña 1947 | Herediano        | 2-1              | Alajuelense      | Estadio Nacional               |
| Supercopa         |                  |                  |                  |                                |
| 2012              | Alajuelense      | 2-0              | Herediano        | Estadio Nacional               |
| Recopa            |                  |                  |                  |                                |
| 2025              | Alajuelense      | 1-0              | Herediano        | Estadio Fello Meza             |

### Goleadores

#### Campeonato Nacional
Máximos goleadores en el clásico para cada club con al menos 9 o más anotaciones.
| Pos.        | Goles       | Jugador           | Club(es)    |
| General     | General     | General           | General     |
| Alajuelense | Alajuelense | Alajuelense       | Alajuelense |
| ----------- | ----------- | ----------------- | ----------- |
| 1           | 12          | Errol Daniels     | Alajuelense |
| =           | 12          | Jonathan McDonald | Alajuelense |
| 3           | 11          | Salvador Soto     | Alajuelense |
| 4           | 10          | Alejandro Morera  | Alajuelense |
| =           | 10          | Juan Gámez        | Alajuelense |
| =           | 10          | Álvaro Solano     | Alajuelense |
| 7           | 9           | Juan Ulloa        | Alajuelense |
| =           | 9           | Roy Sáenz         | Alajuelense |
| Herediano   |             |                   |             |
| 1           | 20          | Manuel Zamora     | Herediano   |
| 2           | 13          | Yendrick Ruiz     | Herediano   |
| 3           | 12          | Claudio Jara      | Herediano   |
| 4           | 9           | Aníbal Varela     | Herediano   |
| =           | 9           | Óscar Bejarano    | Herediano   |
| =           | 9           | Vicente Wanchope  | Herediano   |

#### Finales por Campeonato Nacional
Goleadores con más anotaciones en finales por Campeonato Nacional.
En negrita jugadores activos.
| Pos.        | Goles       | Jugador           | Club(es)    |
| Alajuelense | Alajuelense | Alajuelense       | Alajuelense |
| ----------- | ----------- | ----------------- | ----------- |
| 1           | 2           | Pablo Gabas       | Alajuelense |
| Herediano   |             |                   |             |
| 1           | 3           | Allan Cruz        | Herediano   |
| 2           | 2           | José Luis Cordero | Herediano   |
| =           | 2           | Yendrick Ruiz     | Herediano   |

Goleadores en finales incluyendo segundas fases y copas.
| Goleadores jugando para Alajuelense - Jorge Rojas, 2 - Alejandro Morera, 2 - Jozef Miso, 2 - Pablo Gabas, 2 | Goleadores jugando para Herediano - Yendrik Ruiz, 4 - José Luis Cordero, 2 - Francisco Rodríguez, 2 |

### Palmarés
|                                    | Alajuelense | Alajuelense | Herediano | Herediano  |
|                                    | Campeón     | Subcampeón  | Campeón   | Subcampeón |
| Nacionales                         |             |             |           |            |
| Primera División                   | 30          | 31          | 31        | 24         |
| Copa Nacional                      | 12          | 3           | 13        | 13         |
| Supercopa Nacional                 | 1           | 1           | 3         | 3          |
| Recopa Nacional                    | 3           | -           | -         | -          |
| Torneo Relámpago                   | 2           | -           | 2         | -          |
| Segunda División                   | 1           | 3           | 1         | 1          |
| Tercera División                   | 52          | -           | 1         | -          |
| Subtotal                           | 54          | 38          | 51        | 42         |
| Internacionales                    |             |             |           |            |
| Copa/Liga de Campeones de CONCACAF | 2           | 3           | -         | -          |
| Liga CONCACAF                      | 1           | 1           | 1         | -          |
| Copa Centroamericana de CONCACAF   | 2           | -           | -         | -          |
| Campeonato Centroamericano         | 1           | -           | -         | -          |
| Copa Fraternidad Centroamericana   | -           | -           | -         | -          |
| Torneo Grandes de Centroamérica    | 1           | -           | -         | -          |
| Copa Interclubes UNCAF             | 2           | 2           | -         | -          |
| Copa Interamericana                | 1           | -           | -         | -          |
| Centroamericano de CONCACAF3       | 2           | 1           | -         | -          |
| Subtotal                           | 11          | 8           | 1         | -          |
| Total                              | 65          | 46          | 52        | 42         |

Obtenido por equipo B1, obtenido por equipo C2, no renonocido aún por CONCACAF3.

### Goleadas
Nota: se incluyen en la lista las goleadas con 3 o más goles de diferencia.
| Fecha                    | Competición | Edición                   | Etapa          | Ganador     | Resultado |
| ------------------------ | ----------- | ------------------------- | -------------- | ----------- | --------- |
| 2 de octubre de 1921     | Liga        | 1921                      | Fase Regular   | Herediano   | 8-0       |
| 6 de agosto de 1922      | Liga        | 1922                      | Fase Regular   | Herediano   | 4-1       |
| 9 de octubre de 1927     | Liga        | 1927                      | Fase Regular   | Herediano   | 4-1       |
| 24 de junio de 1928      | Liga        | 1928                      | Fase Regular   | Herediano   | 5-1       |
| 12 de enero de 1930      | Liga        | 1929                      | Fase Regular   | Alajuelense | 5-0       |
| 23 de febrero de 1930    | Liga        | 1929                      | Fase Regular   | Alajuelense | 6-3       |
| 29 de enero de 1933      | Liga        | 1932                      | Fase Regular   | Herediano   | 7-0       |
| 6 de septiembre de 1936  | Liga        | 1936                      | Fase Regular   | Herediano   | 6-2       |
| 13 de diciembre de 1936  | Liga        | 1936                      | Fase Regular   | Herediano   | 9-2       |
| 11 de julio de 1937      | Liga        | 1937                      | Fase Regular   | Herediano   | 6-2       |
| 12 de diciembre de 1937  | Copa        | Guatemala 1937            | Final          | Alajuelense | 5-1       |
| 31 de julio de 1938      | Liga        | 1938                      | Fase Regular   | Alajuelense | 7-0       |
| 18 de febrero de 1940    | Liga        | 1939                      | Fase Regular   | Alajuelense | 3-0       |
| 17 de enero de 1943      | Liga        | 1942                      | Fase Regular   | Herediano   | 6-1       |
| 25 de julio de 1943      | Liga        | 1943                      | Fase Regular   | Alajuelense | 7-2       |
| 26 de agosto de 1945     | Liga        | 1945                      | Fase Regular   | Herediano   | 5-2       |
| 23 de diciembre de 1945  | Liga        | 1945                      | Fase Regular   | Alajuelense | 5-0       |
| 19 de enero de 1947      | Liga        | 1946                      | Fase Regular   | Herediano   | 3-0       |
| 19 de junio de 1949      | Copa        | Gran Bretaña 1949         | Primera Ronda  | Alajuelense | 5-1       |
| 28 de agosto de 1949     | Liga        | 1949                      | Fase Regular   | Alajuelense | 8-1       |
| 21 de octubre de 1951    | Liga        | 1951                      | Fase Regular   | Alajuelense | 6-3       |
| 27 de septiembre de 1961 | Liga        | 1961 ASOFUTBOL            | Fase Regular   | Herediano   | 7-1       |
| 24 de junio de 1962      | Liga        | 1962                      | Fase Regular   | Alajuelense | 5-2       |
| 12 de octubre de 1967    | Liga        | 1967                      | Fase Regular   | Alajuelense | 4-0       |
| 29 de junio de 1969      | Liga        | 1969                      | Fase Regular   | Herediano   | 5-1       |
| 7 de septiembre de 1969  | Liga        | 1969                      | Fase Regular   | Alajuelense | 6-0       |
| 1970                     | Liga        | 1970                      | ?              | Alajuelense | 5-2       |
| 1971                     | Liga        | 1971                      | ?              | Alajuelense | 4-1       |
| 30 de diciembre de 1975  | Liga        | 1975                      | Fase Final     | Alajuelense | 4-1       |
| 1978                     | Liga        | 1978                      | ?              | Herediano   | 5-2       |
| 1979                     | Supercopa   | Campeón de Campeones 1979 | Cuadrangular   | Herediano   | 4-0       |
| 1980                     | Liga        | 1980                      | ?              | Alajuelense | 5-2       |
| 21 de marzo de 1998      | Liga        | 1997/98                   | Fase Regular   | Alajuelense | 5-0       |
| 24 de octubre de 1999    | Liga        | 1999/00                   | Fase Regular   | Alajuelense | 4-0       |
| 14 de mayo de 2000       | Liga        | 1999/00                   | Fase Regular   | Alajuelense | 5-1       |
| 9 de mayo de 2001        | Liga        | 2000/01                   | Final Clausura | Alajuelense | 3-0       |
| 6 de noviembre de 2005   | Liga        | 2005/06                   | Fase Regular   | Alajuelense | 4-0       |
| 24 de febrero de 2007    | Liga        | 2006/07                   | Fase Regular   | Herediano   | 3-0       |
| 30 de abril de 2011      | Liga        | Verano 2011               | Semifinal      | Alajuelense | 4-0       |
| 10 de septiembre de 2011 | Liga        | Invierno 2011             | Fase Regular   | Herediano   | 4-0       |
| 8 de septiembre de 2012  | Liga        | Invierno 2012             | Fase Regular   | Herediano   | 3-0       |
| 26 de marzo de 2014      | Liga        | Verano 2014               | Fase Regular   | Alajuelense | 5-2       |
| 28 de abril de 2015      | Liga        | Verano 2015               | Fase Regular   | Alajuelense | 4-0       |
| 10 de diciembre de 2016  | Liga        | Invierno 2016             | Fase Final     | Herediano   | 5-1       |
| 9 de septiembre de 2018  | Liga        | Apertura 2018             | Fase Regular   | Alajuelense | 6-1       |
| 13 de agosto de 2021     | Liga        | Apertura 2021             | Fase Regular   | Alajuelense | 4-1       |
| 30 de julio de 2022      | Liga        | Apertura 2022             | Fase Regular   | Herediano   | 3-0       |
| 11 de febrero de 2023    | Liga        | Clausura 2023             | Fase Regular   | Alajuelense | 4-0       |
| 2 de diciembre de 2023   | Liga        | Apertura 2023             | Semifinal      | Herediano   | 3-0       |